# Elmar Beierstettel
Elmar Beierstettel (* 8. November 1948 in Assamstadt; † 13. November 1985 in Tauberbischofsheim) war ein deutscher Degenfechter. Er focht für den Fecht-Club Tauberbischofsheim und arbeitete als Kriminalhauptkommissar.

## Sportliche Erfolge (Auswahl)
- Gewinner der drei ersten „Frankenland-Turniere“ 1966, 1967 und 1968[1]
- Silbermedaille Herren-Degen-Mannschaft, Fechtweltmeisterschaften 1974[2]
- Silbermedaille Herren-Degen-Mannschaft, Fechtweltmeisterschaften 1975[2]
- Mehrmaliger Deutscher Meister, Europameister, Silber- und Bronzemedaillengewinner in Einzel- und Mannschafts-Wettkämpfen bei Aktiven-, Junioren- und IPA (International Police Association)-Turnieren.[3]

## Auszeichnungen
- Träger des Silbernen Lorbeerblattes[1]
- Aufnahme auf die „Ehrentafel des FC Tauberbischofsheim“